# Cultura de las Islas Salomón

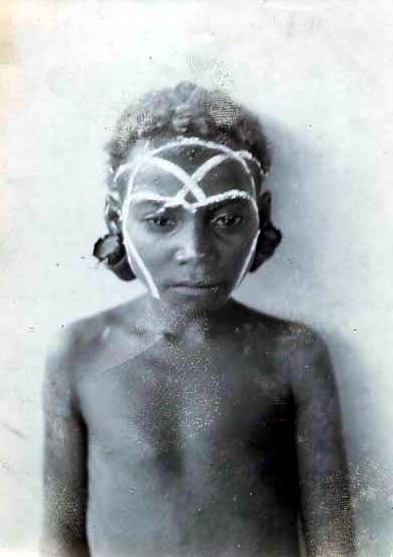
Niña de la isla Vella Lavella, con la cara pintada y adornos en sus orejas.

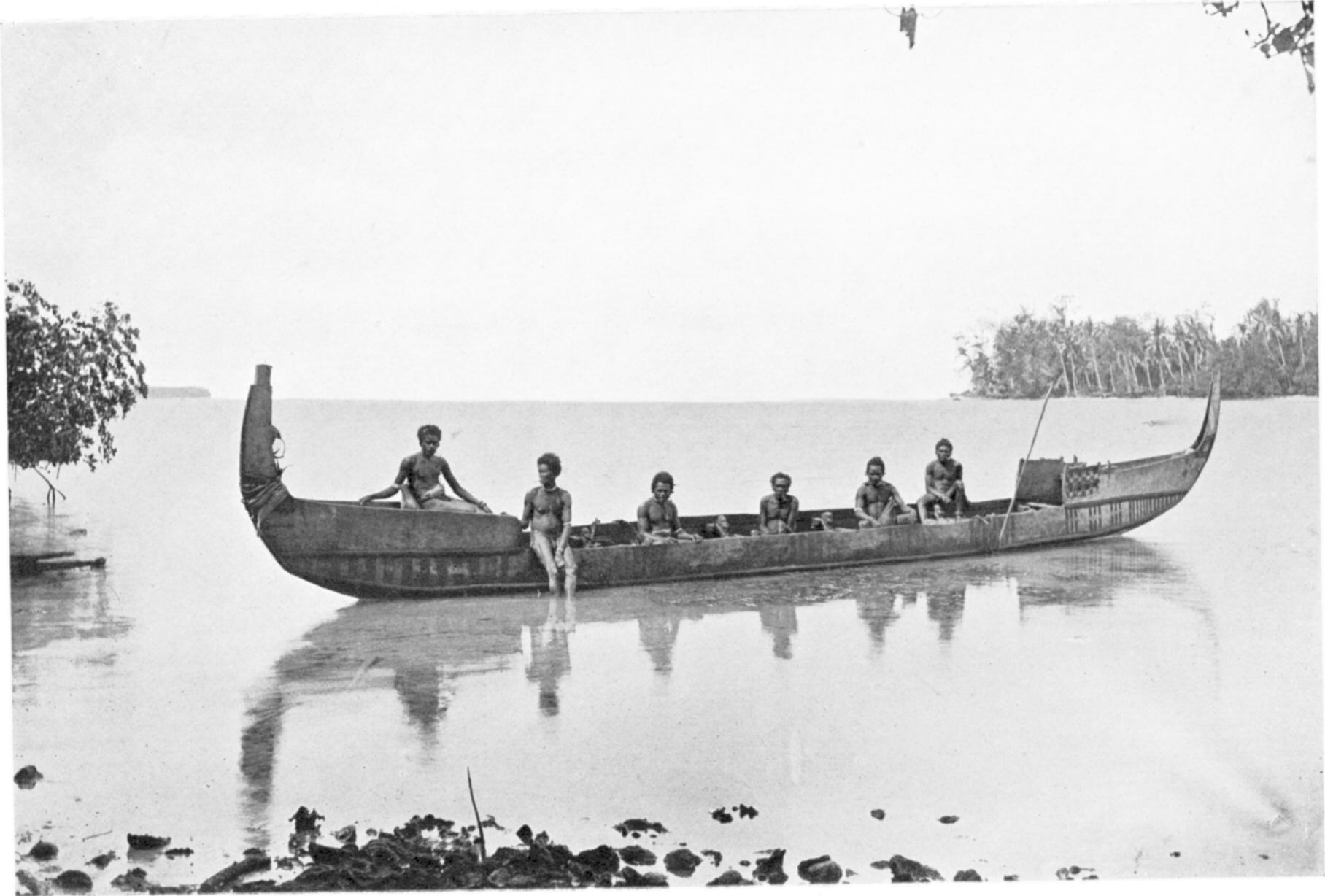
Canoa tripulada por habitantes de las islas Salomón.

En la cultura tradicional de las Islas Salomón, las antiguas costumbres se transmiten de una generación a otra, al parecer de los espíritus ancestrales de sí mismos, para formar los valores culturales de los habitantes de las islas. Culturalmente, las Islas Salomón son parte de Melanesia, y los pueblos indígenas son los melanesios.

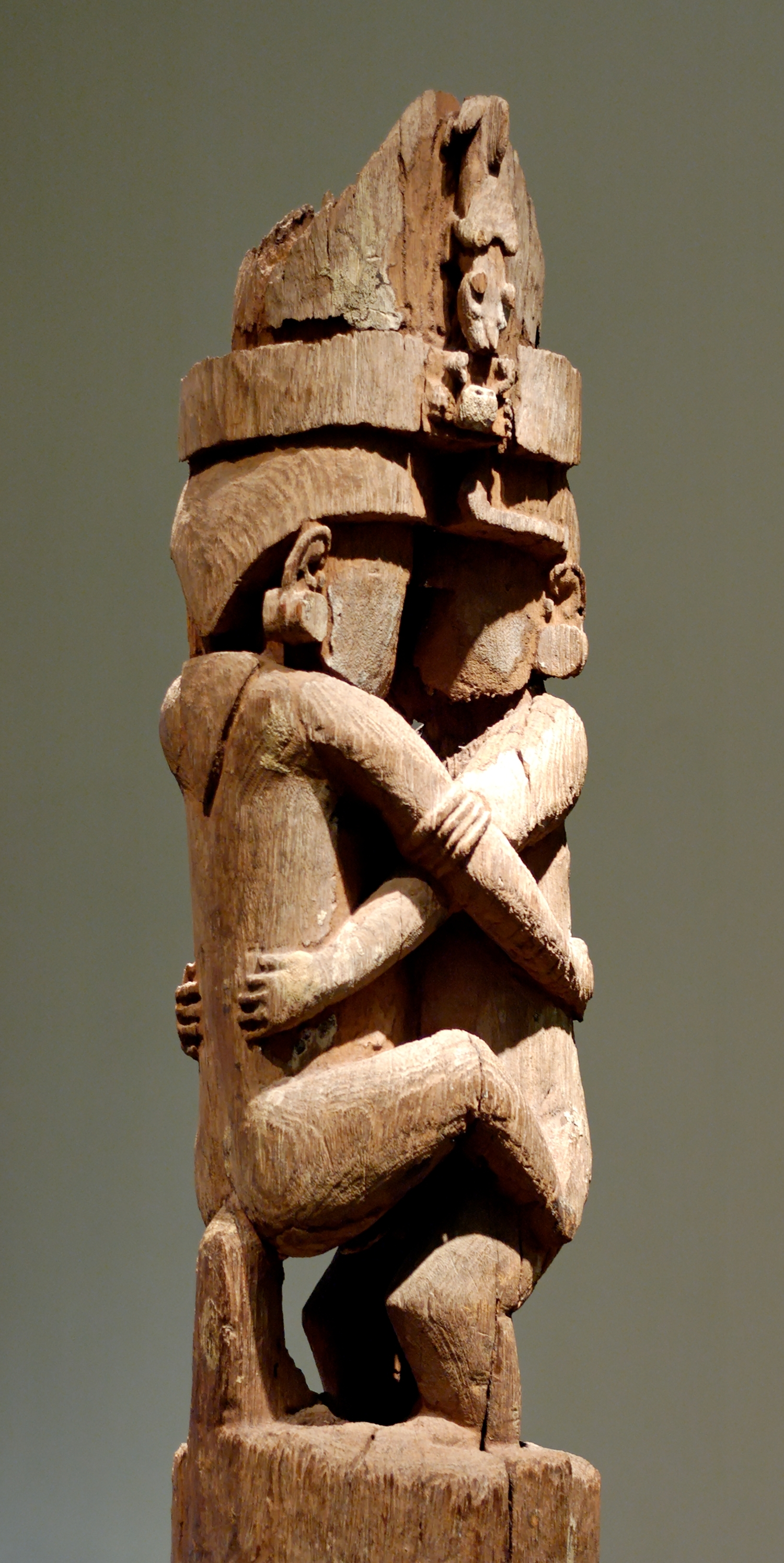
Detalle del pilar de una casa de ceremonias de Makira,.

Actualmente en las Islas Salomón, como en otras partes de Melanesia, el kastom es el núcleo de afirmación de los valores tradicionales y prácticas culturales en un contexto moderno. La Kastom Gaden Association, por ejemplo, son defensores y fomentadores de cultivar y comer los alimentos tradicionales en lugar de los importados. 

## Idiomas
Hay por lo menos 6 idiomas en las Islas Salomón, contando inglés y el pijin.

## Personas destacadas
Las figuras notables de la cultura contemporánea de las Islas Salomón incluyen al pintor Ake Lianga y al músico Sharzy. Entre los escritores se incluyen a John Saunana y Kulagoe Celo.